# Nest ferch Rhys
Pour les articles homonymes, voir Nest.
Nest ferch Rhys (vers 1085 – av. 1136), fut une princesse galloise du Royaume de Deheubarth réputée pour sa beauté. Elle était la fille de Rhys ap Tewdwr et de sa femme Gwladys verch Rhiwallon.

## Biographie
À la mort de son père en 1093, le Deheubarth est conquis par les Normands. Peu après 1097, elle épouse Gérald de Windsor († entre 1116 et 1136), le commandant du château de Pembroke. Son mari l'installe avec leurs enfants dans le château de Cenarth Bychan pour leur sécurité. En 1109, elle a déjà deux fils et une fille de Gérald. 
Cette même année, son cousin Owain ap Cadwgan, prince du Powys réussit à s'introduire dans le château et à l'enlever. En représailles de l'attaque, les Anglo-Normands et leurs alliés gallois effectuent des raids sur le Royaume de Powys, forçant Owain ap Cadwgan à l'exil en Irlande. Selon le Brut y Tywysogion, Owain s'empare aussi des enfants qui sont renvoyés plus tard à leur père. Il est aussi possible que Nest ait été consentante à cet enlèvement. Son mari prendra sa revanche sur l'homme qui l'a humilié en 1116 quand, par ruse, il assassine Owain.
Pour David Crouch, Nest est certainement une femme indépendante et de caractère. Par exemple, elle doit avoir un certain ascendant sur son mari, car entre 1115 et 1117, celui-ci permet à son beau-frère Gruffudd de se réfugier à Pembroke alors qu'il mène une guérilla contre les Anglo-Normands pour récupérer le Royaume de Deheubarth.
Nest a plusieurs aventures durant son mariage. Son amant le plus célèbre est le roi Henri Ier d'Angleterre. À la suite de leur relation, qui doit probablement arriver en 1114 durant une campagne du roi en Galles, elle a un fils, Henri. Elle a aussi un fils prénommé Robert d'un nommé Étienne, constable de Cardigan, et d'un flamand nommé Hait, shérif de Pembroke. Ses deux relations se passent peut-être après la mort de son mari. Tous ses enfants illégitimes sont élevés dans la famille FitzGerald, et y seront intégrés par la suite.
La date de sa mort est inconnue. Son petit-fils Giraud de Barri rapporte qu'elle eut huit fils et deux filles. D'après lui, elle a tellement de petits-enfants qu'il est apparenté à pratiquement toutes les familles d'importance de l'ouest du Pays de Galles. Elle et son mari sont les primogéniteurs de l'importante famille FitzGerald.

## Famille et descendance
Peu après 1097 et avant 1100, elle épouse Gérald de Windsor († entre 1116 et 1136), lord de Carew et commandant du château de Pembroke. Ensemble, ils ont :
- Guillaume FitzGerald († 1173), lord de Carrew, père de Raymond le Gros ;
- Maurice FitzGerald († 1176), impliqué dans l'invasion de l'Irlande ;
- Angharad, épouse de Guillaume de Barri, lord de Manorbier. Elle est la mère du chroniqueur Giraud de Barri ;
- David FitzGerald (né après 1109-1176), évêque de St David's à partir de 1148.

Avec Henri Ier d'Angleterre :
- Henri fitz Henri ou FitzRoy († 1157), devient lord de Narberth et meurt à Anglesey alors qu'il est au service du roi Henri II.

Avec Étienne le Constable :
- Robert FitzStephen († av. 1192), constable de Cardigan puis de Cilgerran.

Avec Hait le Shérif :
- Guillaume, lord de St Clears.

De père(s) inconnu(s), elle eut deux fils et une fille :
- Hywel, peut-être fils d'Étienne ;
- Gautier ;
- Gwladys.

## Sources
- David Crouch, « Nest (b. before 1092, d. c.1130) », Oxford Dictionary of National Biography, Oxford University Press, 2004. Version de novembre 2008.